# 수술 (의학)

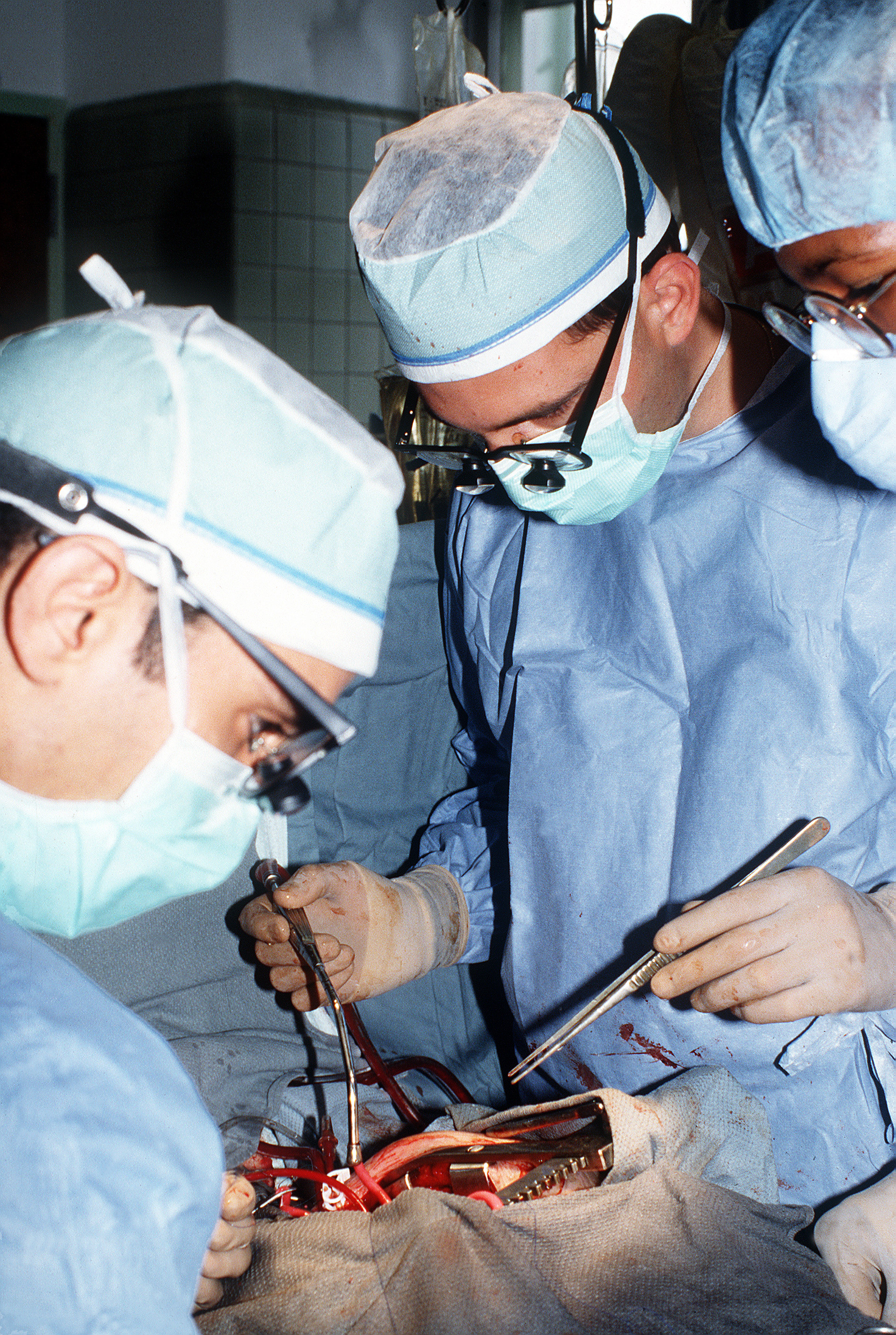
심장 수술을 진행하는 모습

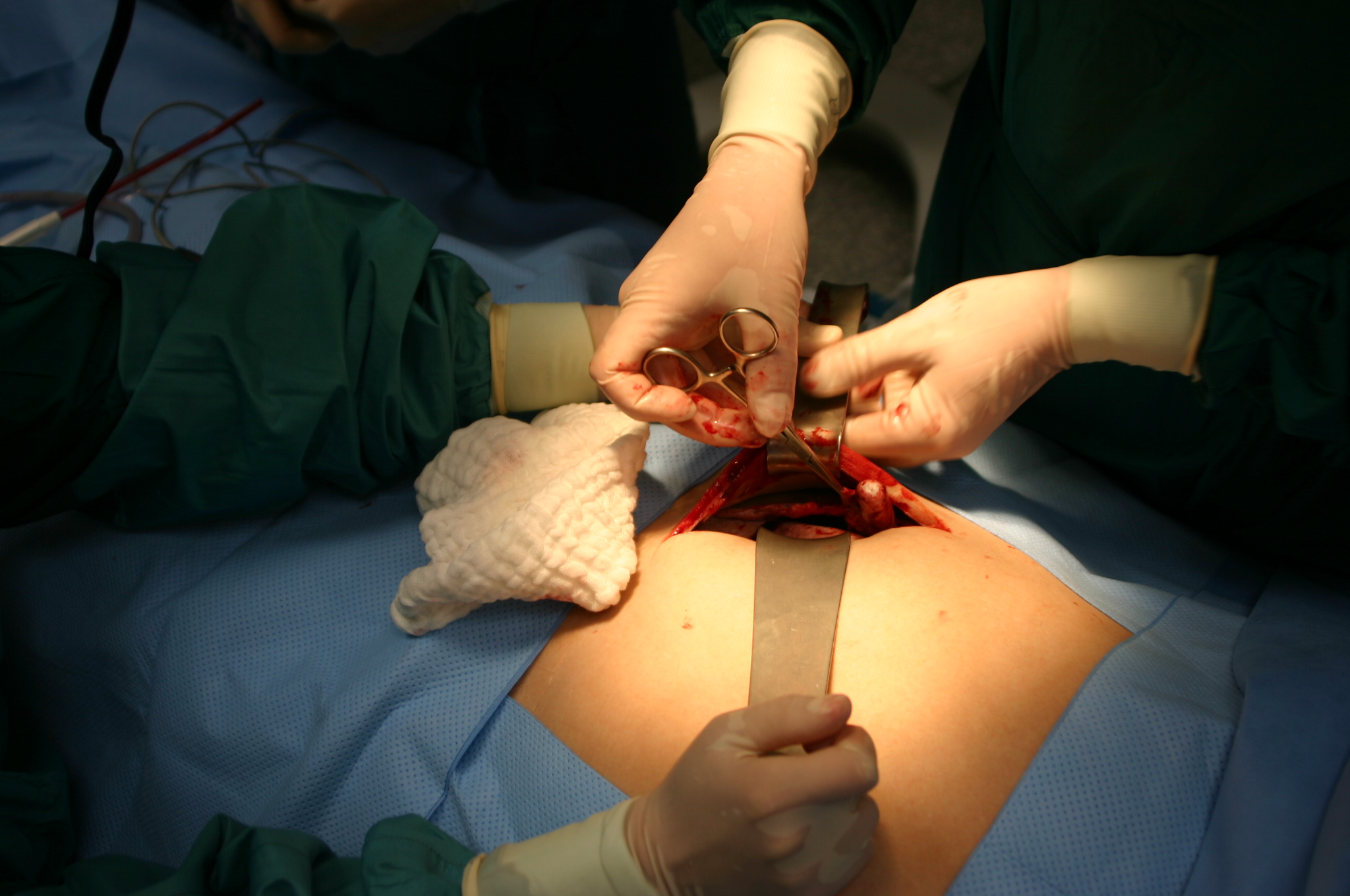

수술(手術, 영어: surgery)은 질병이나 외상에 대하여 피부나 점막을 절개하여 시술하는 외과 치료행위를 말한다. 수술은 질병이나 부상과 같은 병리학적 상태를 조사 또는 치료하고, 신체 기능을 변경(예: 위우회술과 같은 비만 수술)하고, 외모를 개선하거나(미용 수술), 원치 않는 조직(체지방, 분비선, 흉터 또는 피부 태그) 또는 이물질을 제거/교체한다. 수술을 받는 대상은 일반적으로 사람(즉, 환자)이지만, 사람이 아닌 동물(즉, 수의과 수술)일 수도 있다.
대부분의 수술 절차는 수술을 수행하는 주 수술자인 외과 의사와 수술 중 절차 중 수동 지원을 제공하는 수술 보조원 등 두 명의 수술자가 수행한다. 현대의 수술 수술에는 일반적으로 외과의사, 수술 보조원, 마취과의사(종종 마취 간호사로 보완됨), 수술 간호사(멸균 장비를 다루는), 순회 간호사 및 수술 기술자로 구성된 수술 팀이 필요하다. 심폐우회술을 의무화하는 시술에도 관류치료사가 필요하다. 모든 수술 절차는 침습적인 것으로 간주되며 종종 환자가 절차로 인해 발생한 의원성 외상으로부터 회복하기 위해 수술 후 관리(때때로 집중 치료) 기간이 필요하다. 수술 시간은 전문 분야, 상태의 성격, 대상 신체 부위 및 각 시술의 상황에 따라 몇 분에서 수십 시간까지 걸릴 수 있지만 대부분의 수술은 일반적으로 일회성 개입으로 설계된다. 지속적이거나 반복적인 유형의 치료로 의도되지 않았다.

## 역사

### 절개술
외과적 치료의 역사는 선사시대까지 거슬러 올라간다. 증거가 있는 가장 오래된 방법은 두개내압 및 기타 질병과 관련된 건강 문제를 치료하기 위해 두개골에 구멍을 뚫거나 긁어서 경막을 노출시키는 천공술이다.

### 고대 이집트
선사시대 수술 기술은 고대 이집트에서 볼 수 있는데, 기원전 2650년 경의 하악에는 첫 번째 어금니 뿌리 바로 아래에 두 개의 천공이 있는데, 이는 농양이 빠져나갔음을 나타낸다. 고대 이집트의 수술 문헌은 약 3500년 전으로 거슬러 올라간다. 외과적 수술은 오늘날과 유사한 의학적 치료를 전문으로 하는 성직자들이 수행했으며 봉합사를 사용하여 상처를 봉합했다. 감염은 꿀로 치료되었다.

### 인도
인더스 강 유역에서 발견된 9,000년 된 선사 시대 개인의 유골에는 치아가 뚫린 흔적이 남아 있다. 수슈루타 삼히타(Sushruta Samhita)는 가장 오래된 것으로 알려진 수술 문헌 중 하나이며, 그 기간은 일반적으로 기원전 1천년에 배치된다. 각종 질병에 대한 검사, 진단, 치료, 예후를 비롯하여 다양한 형태의 성형수술, 성형수술, 코성형술에 대한 절차를 자세하게 설명하고 있다.

### 스리랑카
1982년 고고학자들은 폐허와 함께 폴로나루와에 위치한 '알라하나 피리베나'(Alahana Pirivena)라고 불리는 고대 땅이 발굴되었을 때 중요한 증거를 찾을 수 있었다. 그곳에서 고대 병원의 유적이 나타났다. 병원 건물의 폭은 147.5피트, 길이는 109.2피트였다. 현장에서 발견된 물건 중에는 복잡한 수술에 사용되는 집게, 가위, 탐침, 채혈침, 메스 등이 있었다. 발견된 도구는 서기 11세기의 것으로 추정된다.

### 고대와 중세 그리스
고대 그리스에서는 아스클레피에이아(그리스어: ΑσκΑπιεια, 노래. Asclepieion Ασκλnπιειον)로 알려진 치료사 신 아스클레피우스에게 바쳐진 사원이 의학적 조언, 예후 및 치유의 중심지로 기능했다. 에피다우로스의 아스클레피온에서는 복부 농양을 열거나 외상성 이물질을 제거하는 등 나열된 외과적 치료 중 일부가 일어날 만큼 현실적이다. 그리스의 갈레노스(Galen)는 고대 세계의 가장 위대한 외과의사 중 한 명으로 거의 2000년 동안 다시는 시도되지 않았던 뇌 및 눈 수술을 포함하여 많은 대담한 수술을 수행했다. 히포크라테스는 선서(기원전 400년경)에서 일반 의사는 절대 수술을 해서는 안 되며 수술은 전문의에 의해 수행되어야 한다고 명시했다.
아델피 대학교(Adelphi University)의 연구원들은 타소스(Thasos)의 팔리오카스트로(Paliokastro)에서 서기 4세기에서 7세기 사이에 묻힌 10개의 골격 유해(4명의 여성과 6명의 남성)를 발견했다. 이들의 뼈는 그들의 신체 활동, 외상, 심지어 복잡한 형태의 뇌 수술까지 조명했다. 연구자들에 따르면, "남성과 여성 모두가 겪는 매우 심각한 외상 사례는 외상 치료에 대한 훌륭한 훈련을 받은 경험이 풍부한 의사/외과 의사에 의해 외과적 또는 정형외과적으로 치료되었다. 우리는 그가 군의관이었던 것으로 믿는다." 연구진은 뇌수술의 복잡성에 깊은 인상을 받았다.
1991년 그리스 폴리스티론 요새에서 연구자들은 14세기 비잔틴 전사의 머리를 발견했다. 아래턱을 분석한 결과, 전사가 살아 있을 때 심하게 부러진 턱에 수술을 한 후 치유될 때까지 다시 묶어 놓은 것으로 나타났다.

### 현대 수술
수술 분야는 유럽의 계몽주의 시대에 건전하고 과학적인 기반을 마련했다. 이와 관련하여 중요한 인물은 일반적으로 현대 과학 수술의 아버지로 여겨지는 스코틀랜드의 외과 과학자인 존 헌터(John Hunter)였다. 그는 과학에 경험적, 실험적 접근 방식을 도입했으며, 연구와 저술의 질적 수준으로 유럽 전역에서 유명해졌다. 헌터는 처음부터 수술 지식을 재구성했다. 그는 다른 사람들의 증언에 의존하기를 거부하고 문제의 진실을 확인하기 위해 자신의 외과 실험을 수행했다. 비교 분석을 돕기 위해 그는 가장 단순한 식물과 동물부터 인간에 이르기까지 13,000개 이상의 개별 기관 시스템 표본 모음을 구축했다.
그는 성병에 대한 지식을 크게 발전시켰고 아킬레스건 손상을 복구하는 새로운 방법과 동맥류의 경우 동맥 결찰을 적용하는 보다 효과적인 방법을 포함하여 많은 새로운 수술 기술을 도입했다. 그는 또한 병리학의 중요성, 감염 확산의 위험성, 상처의 염증 문제, 뼈 병변, 심지어 결핵이 어떻게 개입으로 얻은 이익을 상실하는지를 이해한 최초의 사람 중 한 명이었다. 따라서 그는 모든 수술은 최후의 수단으로만 사용해야 한다는 입장을 취했다.
마취를 통한 현대의 통증 조절은 19세기 중반에 발견되었다. 마취가 출현하기 전에 수술은 외상을 입힐 만큼 고통스러운 절차였으며 외과의사는 환자의 고통을 최소화하기 위해 가능한 한 신속하게 조치를 취하도록 권장되었다. 이는 또한 수술이 주로 절단 및 외부 성장 제거로 제한된다는 것을 의미했다. 1840년대부터 미국 외과의사인 크로포드 롱(Crawford Long)이 처음 사용했던 에테르와 스코틀랜드의 산부인과 의사인 제임스 영 심슨(James Young Simpson)이 발견하고 나중에 존 스노(John Snow)가 개척한 클로로포름과 같은 효과적이고 실용적인 마취 화학물질이 발견되면서 수술의 성격이 극적으로 변하기 시작했다. 마취는 환자의 고통을 완화하는 것 외에도 인체 내부 영역에서 더욱 복잡한 수술을 가능하게 했다. 또한 큐라레와 같은 근육이완제의 발견으로 보다 안전한 적용이 가능해졌다.

## 대표 수술, 외상 수술
- 큰 상처를 입었을 때 치료하는 것을 말한다.
- 다리(혹은 사지) 부위나 몸통 부위를 다치면 하는 수술이다.

## 성형 수술
- 사람의 몸 부위나 얼굴을 외형적으로 수정하는 것을 말한다.
- 미적인 욕구를 채우기 위하여 하는 경우가 많다.
- 사람의 신체를 수술적 기법을 통해 변형시킴으로써 원래의 기능을 회복시켜 삶의 질을 향상시키는 것을 목적으로 함.

라식, 임플란트 등 치과/안과적 처치 등이 이에 해당된다.
사람의 신체를 수술적 기법을 통해 변형시켜 외모 개선을 목적으로하는 미용수술과 구분된다.
최근 기능 개선을 위한 성형을 하면서 심미적 효과를 동시에 추구하는 경향이 많아 미용과 성형의 구분이 점차 모호해지고 있다.
하지만 성형을 하면 부작용이 있기 때문에 낭패를 본 사람이 있다.
요즘엔 성형을 하는 사람이 증가했으나
얼마 전 뉴스, 성형 부작용에 의해 "한국의 괴물녀" 가 되어버린 여자 때문에 공포심 때문에
약간 성형을 하는 사람이 점차 적어지고 있다.

## 수술 전문 분야
- 일반외과
- 흉부외과
- 여성의학과
- 신경외과
- 안과
- 구강외과
- 장기 이식
- 정형외과
- 이비인후과
- 소아외과
- 성형외과
- 족부의학
- 피부과
- 외상외과
- 비뇨의학과
- 혈관외과

### 기타
- 그 외의 수술에는 암 수술, 포경수술, 정관수술 등이 있다.

## 같이 보기
- 마취
- 생체 재료
- 심장외과
- 내시경
- 수술 절차 목록
- 의사보조사
- 로봇 수술
- 외상외과
- 류마티스내과

수술 관련 분야
- 심장외과
- 흉부외과
- 안과
- 일반외과
- 신경외과
- 구강외과
- 정형외과
- 이비인후과
- 소아외과
- 성형외과
- 장기 이식
- 외상외과
- 비뇨의학과
  - 남성의학과
- 혈관외과